# Liste des maires de Whitehorse
Le maire de Whitehorse est le chef de l'exécutif de la ville de Whitehorse, capitale du territoire canadien du Yukon. Le poste est occupé depuis 2024 par Kirk Cameron.
La ville de Whitehorse élit son maire depuis 1950, date de son incorporation en tant que ville ; les élections visant à élire le Conseil de Ville (Whitehorse City Council), formé de six conseillers et d'un maire, ont lieu tous les trois ans. Avant 1950, Whitehorse était un village non-incorporé, sans gouvernement municipal.

## Maires
- Gordon Armstrong (en)  - 1950-1958
- Gordon Robertson Cameron  - 1958-1960
- Vic Wylie - 1960-1962
- Ed Jacobs - 1962-1966
- Howard Firth - 1966-1969
- Bert Wybrew - 1969-1973
  - La direction de la ville fut transférée temporairement à un comité consultatif de contribuables dirigé par Joseph Oliver pendant une partie de l'année 1973, après que cinq des six conseillers municipaux démissionnèrent le 9 juillet 1973 pour protester contre une dispute juridictionnelle avec le Conseil Territorial du Yukon[1], laissant le conseil municipal sans quorum pour diriger les affaires de la ville; Wybrew fut aussi renvoyé de sa position du maire pendant cette période du gouvernement par le comité. À la suite d'une élection le 20 septembre 1973, Wybrew retrouva sa place de maire et tint ce rôle jusqu'en décembre.[2]
- Paul Lucier - 1974-1976
- Ione Christensen (en) - 1976-1978
- Art Deer - 1978-1979 (intérim)
- Don Branigan - 1979-1982
- Flo Whyard (en) - 1982-1984
- Don Branigan - 1984-1991
- Bill Weigand - 1991-1994
- Kathy Watson (en) - 1994-2000
- Ernie Bourassa (en) - 2000-2006
- Bev Buckway (en) - 2006-2012
- Dan Curtis - 2012-2021
- Laura Cabott - 2021-2024
- Kirk Cameron - 2024 - actuel